# Chiroplast
Chiroplast je nástroj vyvinutý pro vedení rukou a prstů při hře na klavír. Zkonstruoval ho irsko-německý hudebník Johann Bernhard Logier.
Nástroj měl podobu dřevěného posuvného rámu, který měl začátečníkům hry na klavír pomoci překonat potíže s udržením správné polohy ruky, pomáhal držet zápěstí, palec a prsty nad pěti po sobě jdoucími bílými klávesami klaviatury. 
Logier si nástroj nechal patentovat 28. dubna 1814 (patent č. 3806) jako "Přístroj pro usnadnění osvojení správného provedení na piano forte". 
Ačkoli měl přístroj mnoho stoupenců, mezi nimi také např. Friedrich Kalkbrenner nebo Louis Spohr, ale používání chiroplastu přineslo také hodně kritiky a kontroverze. 